# Maybach
Maybach-Motorenbau GmbH (phiên âm: [ˈmaɪ.bax]) là một nhà sản xuất ô tô hạng sang của Đức, thành lập năm 1909 bởi Wilhelm Maybach và người con trai của ông Karl Maybach. Lúc đầu, Maybach chỉ là một công ty con của Luftschiffbau Zeppelin/GmbH và được biết đến với cái tên "Luftfahrzeug-Motorenbau GmbH" (công ty động cơ khí cầu) cho tới năm 1918.
Ngày nay, nhãn hiệu Maybach thuộc quyền sở hữu của Daimler AG, trụ sở chính của công ty được đặt tại Stuttgart.